# Festival OTI da Canção
O Festival OTI da Canção (em espanhol: Festival OTI de la Canción) foi uma competição anual de música, realizada entre 1972 e 2000 entre os países membros ativos da Organização de Televisão Iberoamericana (OTI). Foi precedido em 1969 e 1970 pelo Festival Mundial da Canção Latina, realizado no México.
O festival era uma versão ibero-americana do Festival Eurovisão da Canção. O primeiro show foi realizado no Palácio de Congressos e Exposições de Madri, Espanha, em 25 de novembro de 1972 e o último foi realizado em 20 de maio de 2000, em Acapulco, México. Desde então, o festival não foi mais realizado devido ao questionamento do sistema de votação das últimas edições, a falta de patrocinadores, a baixa qualidade dos participantes e a retirada de alguns dos países mais emblemáticos como o Brasil, Colômbia e Espanha.
O principal objetivo do festival foi gerar um processo de troca cultural e artística entre os países de língua espanhola e portuguesa. Embora não tenha sido tão bem -ucedido como o Festival Eurovisão da Canção, o festival deixou um grande legado na América Latina, trazendo muitos artistas famosos e músicas de sucesso.

## Primeiras edições
Embora o Festival da OTI tenha sido nos mesmos moldes do Festival Eurovisão da Canção, o festival foi precedido pelo Festival da Canção Latina, realizado no no Teatro Ferrocarrilero na Cidade do México, em 1969 e 1970. A classificação final foi a seguinte:
1969
1. Porto Rico: Lucecita, Gênesis
2. Brasil: Denise de Kalaffe, Canção Latina
3. Venezuela: José Luis Rodríguez, El Puma

1970
1. Brasil: Cláudya, Canção de Amor e Paz
2. Venezuela: Mirla Castellanos, Com os Braços Cruzados
3. México: José José, El triste

## História
O Festival OTI da Canção foi realizado pela primeira vez em 25 de novembro de 1972 no Palácio de Congressos e Exposições de Madri. 13 países participaram da primeira edição do evento: Espanha, Colômbia, Brasil, Venezuela, Panamá, Portugal, Bolívia, Chile, Peru, Uruguai, Argentina, República Dominicana e Porto Rico foram os países que estrearam.
Após o primeiro show, o restante dos países latino-americanos começou a participar progressivamente do evento. O festival se expandiu ainda mais longe da tradicional esfera latino-americana, a ponto de até os Estados Unidos, o Canadá e as Antilhas Holandesas participarem do evento. Em 1992, o festival atingiu o recorde de 25 países participantes. Em sua última edição, em 2000, o festival contou pela primeira vez com um país africano, a Guiné Equatorial. O objetivo seria abrir o festival, a partir dos anos seguintes, aos países africanos de língua portuguesa. 
O México e a Espanha foram os países de maior sucesso na história da competição, com 6 vitórias cada, enquanto a Argentina venceu 4 vezes. O Brasil foi o terceiro país mais bem sucedido com três vitórias.

## Participação
Os países que eram elegíveis para participar do festival da OTI precisavam ser membros ativos da Organização da Televisão Ibero-americana. Os membros ativos eram aqueles que pertenciam à Organização dos Estados Ibero-americanos.
Para participar do evento, os países participantes eram obrigados a serem países de língua espanhola ou portuguesa, ou terem grandes comunidades de falantes de espanhol ou português em seu território (por exemplo, os Estados Unidos) ou a ter laços linguísticos ou culturais com os países da América Latina (como aconteceu com as Antilhas Holandesas). Além disso, a música do participante precisava ser cantada em espanhol ou português.
As emissoras públicas e privadas puderam se juntar à OTI como membros-plenos e, em alguns casos, diferentes emissoras colaboraram durante a exibição do evento, como por exemplo, as emissoras venezuelanas Venevisión e RCTV.
No total, 25 países participaram do Festival da OTI:
| Ano  | Primeira participação de cada país                                                                                                 |
| ---- | --- |
| 1972 | Argentina, Brasil, Bolívia, Chile, Colômbia, República Dominicana, Espanha, Panamá, Peru, Portugal, Porto Rico, Uruguai, Venezuela |
| 1973 | México |
| 1974 | Antilhas Holandesas, Equador, El Salvador, Estados Unidos, Guatemala, Honduras, Nicarágua                                          |
| 1976 | Costa Rica |
| 1978 | Paraguai |
| 1986 | Canadá |
| 1989 | Aruba |
| 1991 | Cuba |
| 1992 | Guiné Equatorial |

## Países anfitriões
A escolha do país anfitrião do festival foi decidida seguindo vários critérios. No início, ficou decidido que o país vencedor organizaria e realizaria o concurso no ano seguinte, mas após a vitória da Nicarágua em 1977, o país não conseguiu sediar a disputa devido à sangrenta guerra civil que eclodiu no ano seguinte. Naquela época, muitos países latino-americanos sofriam de instabilidade política e econômica ou eram governados por ditaduras. Por essa razão, a partir daquele ano, a cidade-sede foi decidida por um sorteio anual organizado pela Organização de Televisão Iberoamericana.
Espanha e México foram os países que mais participaram do concurso com 6 edições cada. No total, 13 países dos 25 que participaram do concurso de música sediou o festival.

## Sistema de votação
O sistema de votação para decidir o vencedor do concurso mudou ao longo dos anos. Inicialmente, o vencedor era escolhido através de telefone, por cinco jurados em todos os países participantes. Cada membro votava apenas pela sua música favorita e o vencedor foi a música que teve mais pontos no final do processo. Em 1977, o número de jurados nacionais por país foi alterado para três, devido ao aumento do número de países participantes e à consequente duração mais longa.
A partir de 1982, o vencedor passou a ser foi decidido por um júri profissional composto por personalidades famosas da música. Um ano depois, o sistema de votação foi alterado novamente, de forma que a votação era secreta. Desde aquele ano, apenas os três países mais votados foram revelados no final do show, o que gerou muitos escândalos e controvérsias.

## Vencedores
Os primeiros festivais tiveram maior impacto, devido à participação de compositores e artistas de renome dos seus respectivos países de origem.
Este anexo é uma lista dos países que venceram o Festival da OTI, os respectivos artistas e canções.

### Lista de vencedores
| Ano  | País                                                              | Canção                                                            | Intérprete                                                        |
| ---- | ----------------------------------------------------------------- | ----------------------------------------------------------------- | ----------------------------------------------------------------- |
| 1972 | Brasil                                                            | Diálogo                                                           | Cláudia Regina & Tobías                                           |
| 1973 | México                                                            | Qué alegre va María                                               | Imelda Miller                                                     |
| 1974 | Porto Rico                                                        | Hoy canto por cantar                                              | Nydia Caro                                                        |
| 1975 | México                                                            | La felicidad                                                      | Gualberto Castro                                                  |
| 1976 | España                                                            | Canta, cigarra                                                    | María Ostiz                                                       |
| 1977 | Nicarágua                                                         | Quincho Barrilete                                                 | Eduardo González Siero                                            |
| 1978 | Brasil                                                            | El amor... cosa tan rara                                          | Denise de Kalafe                                                  |
| 1979 | Argentina                                                         | Cuenta conmigo                                                    | Daniel Riolobos                                                   |
| 1980 | Porto Rico                                                        | Contigo, mujer                                                    | Rafael José                                                       |
| 1981 | Espanha                                                           | Latino                                                            | Francisco                                                         |
| 1982 | Venezuela                                                         | Puedes contar conmigo                                             | Grupo Unicornio                                                   |
| 1983 | Brasil                                                            | Estrela de papel                                                  | Jessé                                                             |
| 1984 | Chile                                                             | Agualuna                                                          | Fernando Ubiergo                                                  |
| 1985 | México                                                            | El fandango aquí                                                  | Eugenia León                                                      |
| 1986 | Estados Unidos                                                    | Todos                                                             | Damaris, Miguel Ángel Guerra & Eduardo Fabiani                    |
| 1987 | Venezuela                                                         | La felicidad está en un rincón de tu corazón                      | Alfredo Alejandro                                                 |
| 1988 | Argentina                                                         | Todavía eres mi mujer                                             | Guillermo Guido                                                   |
| 1989 | México                                                            | Una canción no es suficiente                                      | Analí                                                             |
| 1990 | México                                                            | Un bolero                                                         | Carlos Cuevas                                                     |
| 1991 | Argentina                                                         | Adonde estás ahora                                                | Claudia Brant                                                     |
| 1992 | Espanha                                                           | A dónde voy sin ti                                                | Francisco                                                         |
| 1993 | Espanha                                                           | Enamorarse                                                        | Ana Reverte                                                       |
| 1994 | Argentina                                                         | Canción despareja                                                 | Claudia Carenzio                                                  |
| 1995 | Espanha                                                           | Eres mi debilidad                                                 | Marcos Llunas                                                     |
| 1996 | Espanha                                                           | Mis manos                                                         | Anabel Russ                                                       |
| 1997 | México                                                            | Se diga lo que se diga                                            | Iridían                                                           |
| 1998 | Chile                                                             | Fin de siglo: Es tiempo de inflamarse, deprimirse o transformarse | Florcita Motuda                                                   |
| 1999 | O festival foi cancelado devido a alagamentos na cidade anfitriã. | O festival foi cancelado devido a alagamentos na cidade anfitriã. | O festival foi cancelado devido a alagamentos na cidade anfitriã. |
| 2000 | Estados Unidos                                                    | Mala hierba                                                       | Hermanas Chirino                                                  |
| 2012 |                                                                   |                                                                   |                                                                   |

### Vitórias por país
| Vitórias | País           | Ano(s)                                  |
| -------- | -------------- | --------------------------------------- |
| 6        | Espanha        | 1976 - 1981 - 1992 - 1993 - 1995 - 1996 |
| 6        | México         | 1973 - 1975 - 1985 - 1989 - 1990 - 1997 |
| 4        | Argentina      | 1979 - 1988 - 1991 - 1994               |
| 3        | Brasil         | 1972 - 1978 - 1983                      |
| 2        | Venezuela      | 1982 - 1987                             |
| 2        | Porto Rico     | 1974 - 1980                             |
| 2        | Chile          | 1984 - 1998                             |
| 2        | Estados Unidos | 1986 - 2000                             |
| 1        | Nicarágua      | 1977                                    |

## Legado
Embora o Festival da OTI não seja celebrado desde 2000, o festival ainda é amplamente lembrado em muitos países, especialmente no México, onde o festival sempre foi bem recebido pelo público, mesmo quando a popularidade do festival estava diminuindo em outros países.
O concurso foi muito popular no México graças ao "Festival Nacional da OTI", que era a final nacional para selecionar o concorrente mexicano para o torneio internacional e principal da OTI. Muitos cantores famosos, como Juan Gabriel, Luis Miguel, Lucero, ou a banda Pandora, tentaram representar seu país no Festival da OTI, mas não venceram a competição nacional.
Na Espanha, muitos nomes populares participaram do Festival da OTI, incluindo a banda Trigo Limpio, que representou o país em 1977 com a música "Rómpeme, mátame" antes de representar a Espanha no Festival Eurovisão em 1980. Muitos anos depois, em 1995, Marcos Llunas venceu o festival dois anos antes de representar a Espanha no Eurovisão em 1997. Outros concorrentes populares do OTI na Espanha são Marisol e Camilo Sesto.
Pelo menos um vencedor do Eurovisão participou do OTI: Dave Benton, que representou as Antilhas Holandesas em 1981, mais tarde ganhou o Eurovisão em 2001 representando a Estônia, tocando a música "Everybody" com Tanel Padar e 2XL.

## Tentativas de retorno
Como a marca do Festival OTI na América Latina ainda é grande, algumas organizações de natureza diversa tentaram criar novas versões do festival. Alguns artistas mexicanos também tornaram público o seu apoio ao retorno às telas do Festival da OTI.
Em março de 2011, foi anunciado por alguns jornais on-line que a Televisa, o canal nacional mexicano de TV estava se preparando para o relançamento do evento em duas etapas, a primeira foi para voltar com o "Festival Nacional da OTI", a final nacional mexicana, enquanto o segundo seria para voltar com o internacional e principal "Festival da OTI". O objetivo dessa tentativa de dar vida ao festival foi dar a oportunidade aos jovens artistas de mostrar seu talento. O festival nunca aconteceu, mas não foi cancelado.
Em junho de 2016, foi anunciado o relançamento da OTI como uma organização de mídia. A OTI foi renomeada como "Organização de Telecomunicações da Ibero-américa". A organização evoluiu de uma plataforma de troca de conteúdo de televisão para incluir membros de natureza mais ampla, como jornais e empresas de internet, além de canais de TV e rádio. Este relançamento instantâneo provocou boatos sobre um possível relançamento do festival que mais tarde foram negados.
Em 2017, foi anunciado o início de uma organização chamada "Organización de Talento Independiente" que casualmente coincide com a sigla "OTI". O principal objetivo da organização foi tentar recriar o festival entre cantores e artistas mexicanos da comunidade latina dos Estados Unidos. Embora o festival não tenha sido uma competição entre emissoras de diferentes países participantes, a competição foi realizada na cidade mexicana de Puerto Peñasco, no estado de Sonora.
Em fevereiro de 2022, a RTVE anunciou o Hispavisión, um festival de música onde participarão países hispanofônicos da América Latina, junto do Brasil e de Portugal como nações convidadas. O projeto está marcado para 2023 e será sediado em Cartagena, Colômbia.